# Hylobates moloch
Il gibbone cenerino o gibbone di Giava o uau uau (Hylobates moloch Audebert, 1798)) è un primate appartenente alla famiglia Hylobatidae, originario dell'isola di Giava.

## Descrizione
L'Hylobates moloch è alto mediamente 80–90 cm e pesa 8–9 kg; i due sessi hanno più o meno le stesse dimensioni.

Ha una pelliccia grigio-argentea, molto folta e la faccia nero-bluastra, incorniciata da pelo chiaro. Le femmine hanno nero il ventre e una macchia sul capo (che a volte è visibile anche nei maschi);  nei giovani il pelo è di colore bianco giallastro, uniforme. Gli occhi marrone sono molto grandi ed espressivi, le sopracciglia nere.

## Distribuzione e habitat
Vive solo nelle zone occidentali e centrali di Giava. L'areale di questa specie è stato fortemente ridotto dagli insediamenti umani.
Il suo habitat naturale è la foresta pluviale.

## Biologia
È una specie arboricola con abitudini diurne. Si sposta mediante brachiazione. È molto agile, capace di compiere salti da una cima d'albero all'altra di 12–13 m, sfruttando anche l'elasticità dei rami incurvati.
Vive, come gli altri gibboni, in coppie monogame con un territorio fisso. Gli altri individui della stessa specie sono allontanati dal proprio territorio con segnali vocali. Produce vocalizi molto complessi: dà inizio alla sua cantilena con l'emissione di suoni isolati, mugola «ua-ua-ua», poi accelera la sequenza, grida sempre più lamentosamente sincopando le note più basse, tiene a lungo le note alte e termina con trilli assordanti. A differenza degli altri gibboni, i vocalizzi non assumono la forma di duetti.
È frugivoro, ma si nutre anche di foglie e fiori e a volte anche di piccoli animali.
In media ogni tre anni, dopo una gestazione di sette mesi, la femmina dà alla luce un piccolo, che è nutrito dalla madre per 18 mesi e resta con i genitori fino al raggiungimento della maturità sessuale, intorno a 8 anni.

## Conservazione
Il gibbone cenerino è uno dei primati a maggiore rischio di estinzione, classificato dalla IUCN come endangered. Si stima che non ne sopravvivano più di 2000 individui.